# شغب الإسكندرية (66)
اندلعت أعمال شغب بالإسكندرية في مصر الرومانية عام 66 م، بالتوازي مع اندلاع الحرب اليهودية الرومانية الأولى في يهودا الرومانية المجاورة.
مع تصاعد التوتر بين الإغريق واليهود، نظم الإسكندرانيون جمعية عامة للتداول حول سفارة إلى نيرو، وتوافد عدد كبير من اليهود على المدرج. عندما رأى الإسكندرانيون اليهود هاجموهم. لقد قتلوا غالبية اليهود، بينما حُرق أولئك الذين تم أسرهم أحياء. أراد اليهود الانتقام مما فعله الإغريق وهددوا بالقيام به بعنف. ومع ذلك، تمكن تيبيريوس يوليوس ألكسندر، حاكم المدينة، من كبح جماحهم. أرسل تيبيريوس بشكل سري إلى الرجال الرئيسيين لليهود، وأقنعهم بالهدوء، وعدم استفزاز الجيش الروماني ضدهم. لكن الفتنة لم تأخذ التهديد على محمل الجد، ووبخوه لتهديداته المطلقة. لقد أدرك الحاكم الآن أن أولئك الذين كانوا أكثر شغبًا لن يتم تهدئتهم ما لم تتغلب عليهم كارثة كبرى. لقد أرسل جحافل الرومان التي كانت في المدينة (فيلق برقة الثالث وفيلق دايوتاريانا الثاني والعشرين)، مع 5000 جندي آخرين، لمعاقبة اليهود. لم يُسمح لهم بقتلهم فحسب، بل سلبوهم ما لديهم، وأضرموا النار في منازلهم. لم يبد الرومان أي رحمة للرضع، ولم يُبدو لهم أي اعتبار للمسنين، واستمروا في ذبح أشخاص من كل الأعمار؛ لقد لقي أكثر من 50 ألف يهودي حتفهم في الشوارع. ثم رَحم تيبريوس يوليوس ألكسندر أخيرًا اليهود وألغى الهجمات.
لم يكن ذلك سوى واحدًا من عدة أعمال شغب لم تندلع فقط في الإسكندرية، ولكن أيضًا في دمشق وقيسارية وفي العديد من الأماكن الأخرى. وخلال الأحداث، هاجم المحافظ يوليوس ألكسندر الحي اليهودي في المدينة.

## منظور تاريخي
بدأت التوترات بين اليهود والإغريق الرومان في الإسكندرية بعد أعمال الشغب التي اندلعت فيها في عام 38 ميلادي، وتبع ذلك حدث عنيف آخر في عام 55 م. في وقت لاحق، كان للحروب اليهودية الرومانية تأثيرًا كبيرًا على الإسكندرية، حيث تورط المجتمع اليهودي الرئيسي في المدينة في أعمال شغب واسعة النطاق في عام 66 م. وبعد 50 عامًا، اندلع عنفٌ آخر حين شارك يهود الإسكندرية عام 117 م في الاضطرابات العظيمة التي اندلعت في حرب كيتوس، ونجحوا في تدمير جزء كبير من المدينة اليونانية قبل أن ينزل الجيش الروماني على المدينة لقمع التمرد.